# آنا اسمیت (تنیس‌باز)
 آنا اسمیت (انگلیسی: Anna Smith؛ زاده ۱۴ اوت ۱۹۸۸) یک تنیس‌باز اهل بریتانیا است.